# Levan K'obiashvili
Levan K'obiashvili (in georgiano ლევან კობიაშვილი?; Tbilisi, 10 luglio 1977) è un dirigente sportivo ed ex calciatore georgiano, di ruolo centrocampista, attuale presidente della federazione calcistica georgiana.

## Carriera
K'obiashvili iniziò la sua carriera con l'Awasa Tbilisi, squadra della sua città natale. Dopo aver continuato a giocare in patria con Met'alurgi Rustavi, Dinamo Tbilisi e in Russia, con Alanija Vladikavkaz, nel 1998 si trasferì in Germania al Friburgo, dove rimase fino al 2003, quando fu acquistato dallo Schalke 04.
Nella sessione invernale di calciomercato di gennaio 2010 è passato all'Hertha Berlino, con cui ha concluso la sua carriera nel 2014.

## Palmarès

### Club

#### Competizioni nazionali
- Campionato georgiano: 4

Dinamo Tbilisi: 1994-1995, 1996, 1997, 1998
- Campionato tedesco di seconda divisione: 3

Friburgo: 2002-2003
Hertha Berlino: 2010-2011, 2012-2013
- Coppa di Lega tedesca: 1

Schalke 04: 2005

#### Competizioni internazionali
- Coppa Intertoto UEFA: 2

Schalke 04: 2003, 2004

### Individuale
- Calciatore georgiano dell'anno (Sarbieli): 2

2000, 2005